# Талди (Каркаралінський район)
Талди́ (каз. Талды) — село у складі Каркаралінського району Карагандинської області Казахстану. Адміністративний центр Аманжоловського сільського округу.
Населення — 811 осіб (2021; 940 у 2009, 1185 у 1999, 1175 у 1989).
Національний склад станом на 1989 рік:
- казахи — 100 %.